# CM Андромеды
CM Андромеды (лат. CM Andromedae) — одиночная переменная звезда в созвездии Андромеды на расстоянии (вычисленном из значения параллакса) приблизительно 5607 световых лет (около 1719 парсеков) от Солнца. Видимая звёздная величина звезды — от менее +13,7m до +11,9m.

## Характеристики
CM Андромеды — красная пульсирующая полуправильная переменная звезда (SR) спектрального класса M8. Эффективная температура — около 3295 K.